# Ženklava (przystanek kolejowy)
Ženklava – przystanek kolejowy w Ženklavie, w kraju morawsko-śląskim, w Czechach. Znajduje się na wysokości 375 m n.p.m.
Jest zarządzany przez Správę železnic. Na przystanku nie ma możliwości zakupu biletów, a obsługa podróżnych odbywa się w pociągu.

## Linie kolejowe
- 325 Studénka - Veřovice